# Волфсхајм
Волфсхајм (њем. Wolfsheim) општина је у њемачкој савезној држави Рајна-Палатинат. Једно је од 66 општинских средишта округа Мајнц-Бинген. Према процјени из 2010. у општини је живјело 744 становника. Посједује регионалну шифру (AGS) 7339202.

## Географски и демографски подаци
Волфсхајм се налази у савезној држави Рајна-Палатинат у округу Мајнц-Бинген. Општина се налази на надморској висини од 215 метара. Површина општине износи 5,0 km². У самом мјесту је, према процјени из 2010. године, живјело 744 становника. Просјечна густина становништва износи 149 становника/km².

## Међународна сарадња
| Мјесто | Држава    | Врста сарадње | Од    |
| ------ | --------- | ------------- | ----- |
| Бриле  | Француска | контакт       | 1995. |
| Извор  |           |               |       |